# Anomala decorata
Anomala decorata är en skalbaggsart som beskrevs av Kirsch 1875. Anomala decorata ingår i släktet Anomala och familjen Rutelidae. Inga underarter finns listade i Catalogue of Life.